# كرة القدم الخماسية في الألعاب البارالمبية الصيفية 2024
أقيمت كرة القدم الخماسية، المعروفة باسم كرة القدم للمكفوفين في الألعاب البارالمبية الصيفية 2024 في ملعب برج إيفل في باريس، فرنسا.

## التصفيات
توجد ثمانية منتخبات للرجال تتنافس في المسابقة. يجب أن يكون لدى كل منتخب ما يصل إلى ثمانية لاعبين خارج الميدان واثنين من حراس المرمى.
| البطولة المؤهلة                                            | التاريخ           | المكان        | المقاعد | المتأهل                        |
| ---------------------------------------------------------- | ----------------- | ------------- | ------- | ------------------------------ |
| تخصيص الدولة المضيفة                                       | —                 | —             | 1       | فرنسا                          |
| بطولة أوروبا لكرة القدم للمكفوفين IBSA 2022                | 8–18 June 2022    | بسكارا        | 1       | تركيا                          |
| بطولة إفريقيا لكرة القدم للمكفوفين IBSA 2022               | 14–26 سبتمبر 2022 | بوزنيقة       | 1       | المغرب                         |
| بطولة آسيا وأوقيانوسيا لكرة القدم للمكفوفين IBSA 2022      | 11–18 نوفمبر 2022 | كوتشي (كيرلا) | 1       | الصين                          |
| دورة الألعاب العالمية للاتحاد الدولي لرياضة المكفوفين 2023 | 18–27 أغسطس 2023  | برمنغهام      | 3       | الأرجنتين · كولومبيا · اليابان |
| ألعاب بارابان الأمريكية 2023 ‏                              | 17–26 نوفمبر 2023 | Santiago      | 1       | البرازيل                       |
| المجموع                                                    |                   |               | 8       |                                |

في دورة الألعاب العالمية IBSA، نظرًا لتأهل الصين (الوصيف) والبرازيل (المركز الثالث) للألعاب البارالمبية في التصفيات الإقليمية الخاصة بهما، خصص مكانيهما لكولومبيا (المركز الرابع) واليابان (المركز الخامس).

## الجدول

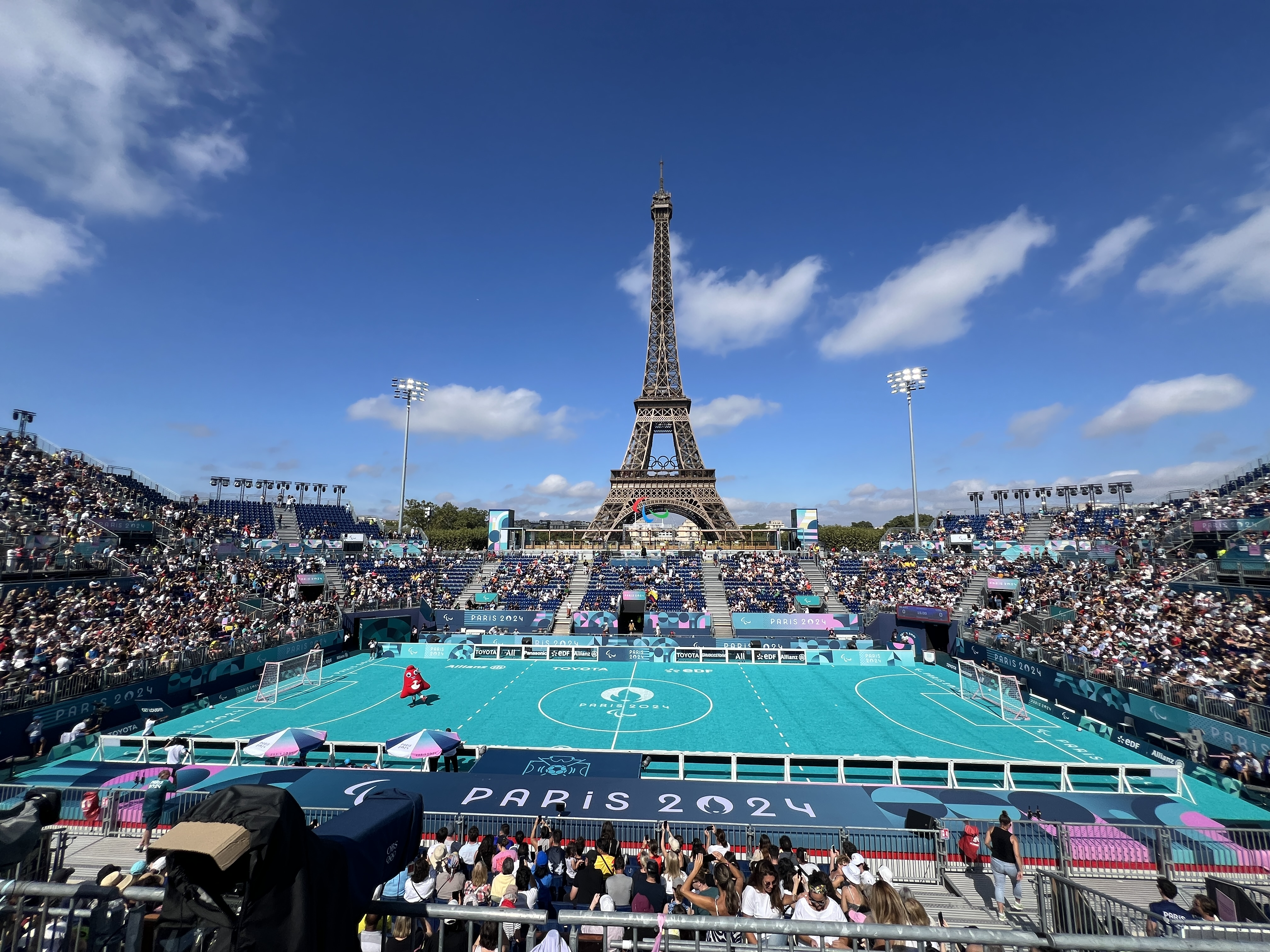
ملعب برج إيفل خلال المنافسة.

| ج | مرحلة المجموعات | ج | مباريات التصنيف | ½ | الدور نصف النهائي | ب | مباراة الميدالية البرونزية | ف | النهائي |

| التاريخالفعالية | الخميس 29 أغسطس | الجمعة 30 أغسطس | السبت 31 أغسطس | الأحد 1 سبتمبر | الاثنين 2 سبتمبر | الثلاثاء 3 سبتمبر | الأربعاء 4 سبتمبر | الخميس 5 سبتمبر | الخميس 5 سبتمبر | الجمعة 6 سبتمبر | السبت 7 سبتمبر | السبت 7 سبتمبر |
| --------------- | --------------- | --------------- | -------------- | -------------- | ---------------- | ----------------- | ----------------- | --------------- | --------------- | --------------- | -------------- | -------------- |
| بطولة الرجال    |                 |                 |                | ج              | ج                | ج                 |                   | ج               | ½               |                 | ب              | ف              |

## الحائزون على الميداليات
| الألعاب     | الذهبية | الفضية | البرونزية |
| ----------- | --- | --- | --- |
| فريق الرجال | فرنسا · اليساندرو بارتولوموتشي · ميكايل ميجيز · جايل ريفيير · حكيم أرزقي · مارتن بارون · خليفة يومي · فريديريك فيليرو · أحمد تيديان دياكيت · فابريس مورجادو · دي مونتليو | الأرجنتين · داريو لينسينا · أنخيل ديلدو · ناهويل هيريديا · فرويلان باديلا · يسوع ميرلوس · ماتياس أوليفيرا · ماكسيميليانو إسبينيلو · أوزفالدو فرنانديز · ماريو ريوس · جيرمان موليك | البرازيل · لوان غونسالفيس · مايكون جونيور · كاسيو لوبيز · جوناتان بورخيس دا سيلفا · جيفرسون دا كونسيساو · نوناتو · تياجو دا سيلفا · ريكاردو ألفيس · جارديل سواريس · ماتيوس بوموسا |

## الدور التمهيدي

### المجموعة أ
| م | الفريق    | لعب | ف | ت | خ | أ.له | أ.ع | أ.ف | نقاط | التأهل               |
| - | --------- | --- | - | - | - | ---- | --- | --- | ---- | -------------------- |
| 1 | البرازيل  | 3   | 2 | 1 | 0 | 6    | 0   | +6  | 7    | نصف النهائي          |
| 2 | فرنسا (H) | 3   | 2 | 0 | 1 | 3    | 3   | 0   | 6    | نصف النهائي          |
| 3 | الصين     | 3   | 1 | 1 | 1 | 2    | 1   | +1  | 4    | مباراة المركز الخامس |
| 4 | تركيا     | 3   | 0 | 0 | 3 | 0    | 7   | −7  | 0    | مباراة المركز السابع |

| البرازيل                                         | 3–0   | تركيا |
| ------------------------------------------------ | ----- | ----- |
| - نوناتو 6' (ركلة.)، 21' (ركلة.) - غونسالفيس 20' | تقرير |       |

| فرنسا      | 1–0   | الصين |
| ---------- | ----- | ----- |
| - يومي 19' | تقرير |       |

| تركيا | 0–2   | الصين                |
| ----- | ----- | -------------------- |
|       | تقرير | - تشو 20' - تانغ 24' |

| فرنسا | 0–3   | البرازيل                                      |
| ----- | ----- | --------------------------------------------- |
|       | تقرير | - ألفيس 14' - سواريس 15' (ركلة.) - نوناتو 27' |

| الصين | 0–0   | البرازيل |
| ----- | ----- | -------- |
|       | تقرير |          |

| تركيا | 0–2   | فرنسا                   |
| ----- | ----- | ----------------------- |
|       | تقرير | - فيليرو 5' - بارون 20' |

### المجموعة ب
| م | الفريق    | لعب | ف | ت | خ | أ.له | أ.ع | أ.ف | نقاط | التأهل               |
| - | --------- | --- | - | - | - | ---- | --- | --- | ---- | -------------------- |
| 1 | كولومبيا  | 3   | 2 | 1 | 0 | 2    | 0   | +2  | 7    | نصف النهائي          |
| 2 | الأرجنتين | 3   | 1 | 2 | 0 | 1    | 0   | +1  | 5    | نصف النهائي          |
| 3 | المغرب    | 3   | 1 | 1 | 1 | 1    | 1   | 0   | 4    | مباراة المركز الخامس |
| 4 | اليابان   | 3   | 0 | 0 | 3 | 0    | 3   | −3  | 0    | مباراة المركز السابع |

| اليابان | 0–1   | كولومبيا   |
| ------- | ----- | ---------- |
|         | تقرير | - بيريز 8' |

| المغرب | 0–0   | الأرجنتين |
| ------ | ----- | --------- |
|        | تقرير |           |

| الأرجنتين | 0–0   | كولومبيا |
| --------- | ----- | -------- |
|           | تقرير |          |

| اليابان | 0–1   | المغرب              |
| ------- | ----- | ------------------- |
|         | تقرير | - ساساكي 26' (ه.ذ.) |

| كولومبيا  | 1–0   | المغرب |
| --------- | ----- | ------ |
| بيريز 25' | تقرير |        |

| الأرجنتين      | 1–0   | اليابان |
| -------------- | ----- | ------- |
| - فرنانديز 10' | تقرير |         |

## مرحلة خروج المغلوب

### الإقصائيات
|  | نصف النهائي    | نصف النهائي |                            |       | مباراة الميدالية الذهبية | مباراة الميدالية الذهبية |
|  |                |             |                            |       |                          |                          |
|  | 5 سبتمبر       |             |                            |       |                          |                          |
|  |                |             |                            |       |                          |                          |
|  | كولومبيا       | 0           |                            |       |                          |                          |
|  | كولومبيا       | 0           | 7 سبتمبر                   |       |                          |                          |
|  | فرنسا          | 1           |                            |       |                          |                          |
|  | فرنسا          | 1           | فرنسا (ج.)                 | 1 (3) |                          |                          |
|  | 5 سبتمبر       |             | فرنسا (ج.)                 | 1 (3) |                          |                          |
|  |                | الأرجنتين   | 1 (2)                      |       |                          |                          |
|  | البرازيل       | الأرجنتين   | 1 (2)                      | 0 (3) |                          |                          |
|  | البرازيل       |             |                            | 0 (3) |                          |                          |
|  | الأرجنتين (ج.) | 0 (4)       |                            |       |                          |                          |
|  | الأرجنتين (ج.) | 0 (4)       | مباراة الميدالية البرونزية |       |                          |                          |
|  |                |             |                            |       |                          |                          |
|  | 7 سبتمبر       |             |                            |       |                          |                          |
|  |                |             |                            |       |                          |                          |
|  | كولومبيا       | 0           |                            |       |                          |                          |
|  | كولومبيا       | 0           |                            |       |                          |                          |
|  | البرازيل       | 1           |                            |       |                          |                          |

### مباراة المركز السابع
| تركيا                   | 2–0   | اليابان |
| ----------------------- | ----- | ------- |
| - شاتاي 22' - أصلان 29' | تقرير |         |

### مباراة المركز الخامس
| الصين    | 1–0   | المغرب |
| -------- | ----- | ------ |
| - Liu 9' | تقرير |        |

### نصف النهائي
| كولومبيا | 0–1   | فرنسا        |
| -------- | ----- | ------------ |
|          | تقرير | - فيليرو 26' |

| البرازيل                                              | 0–0   | الأرجنتين                                                  |
| ----------------------------------------------------- | ----- | ---------------------------------------------------------- |
|                                                       | تقرير |                                                            |
| ركلات الترجيح                                         |       |                                                            |
| - مايكون - لوبيس - نوناتو - دا سيلفا - سواريس - ألفيس | 3–4   | - إسبينيلو - ريوس - هيريديا - باديلا - أوليفيرا - فرنانديز |

### مباراة الميدالية البرونزية
| كولومبيا | 0–1   | البرازيل      |
| -------- | ----- | ------------- |
|          | تقرير | - جيفينيو 24' |

### مباراة الميدالية الذهبية
| فرنسا                    | 1–1   | الأرجنتين                   |
| ------------------------ | ----- | --------------------------- |
| - فيليرو 12'             | تقرير | - إسبينيلو 12'              |
| ركلات الترجيح            |       |                             |
| - أرزقي - بارون - فيليرو | 3–2   | - إسبينيلو - ريوس - هيريديا |

## الترتيب النهائي
| رتبة   | فريق      |
| ------ | --------- |
| الأول  | فرنسا     |
| الثاني | الأرجنتين |
| الثالث | البرازيل  |
| 4      | كولومبيا  |
| 5      | الصين     |
| 6      | المغرب    |
| 7      | تركيا     |
| 8      | اليابان   |

## وصلات خارجية
- كتاب النتائج